# 818년

## 연호
- 당(唐) 원화(元和) 13년
- 일본(日本) 고닌(弘仁) 9년

## 기년
- 당(唐) 헌종(憲宗) 13년
- 신라(新羅) 헌덕왕(憲德王) 10년
- 발해(渤海) 간왕(簡王) 2년 / 선왕(宣王) 원년

## 사건
- 발해, 간왕이 자식없이 세상을 떠나자 대조영의 동생 대야발의 증손이자 간왕의 종부 대인수가 선왕으로 왕의 자리에 오름. 연호는 건흥으로 정함.

## 사망
- 발해(渤海)의 9대 태왕(太王) 간왕 대명충 (簡王 大明忠)